# 魏舒
魏 舒（ぎ じょ、? - 紀元前509年）は、中国春秋時代の晋の武将、政治家。姓は姫、氏は魏、諱は舒、諡は献。魏絳（魏荘子）の孫で魏嬴の子。平公、昭公、頃公に仕えた。魏献子と呼ばれる。

## 生涯

### 板挟み
魏舒は父親の魏嬴が早世したため、祖父の魏絳の引退後に家督を継いで平公の下に出仕する。しかし、その当時は士匄（范宣子）と欒盈（欒懐子）の勢力争いの真っ最中であり、魏舒は祖父の魏絳が欒盈の父の欒黶（欒桓子）の下で下軍の佐を勤めていた関係で欒盈とも親しい間柄にあった為、難しい立場に立たされていた。
その後、晋を追放された欒盈が紀元前550年4月に斉の荘公光の支援を受けて晋に攻め入った時は、それに呼応しようと軍を整えていたが、そこへ士匄の子の士鞅（范献子）が現れ、魏舒は無理やり晋公宮へと連れて行かれてしまった。この時魏舒は、欒盈から天運が去った事を察知して士匄の陣営に鞍替えし、結果欒盈は敗死した。

### 歩兵戦のはじまり
その後魏舒は、上軍の佐として趙武（趙文子）や韓起（韓宣子）の下で活躍する。紀元前541年の大原の戦いでは、相手の狄軍が山岳戦と言う事で歩兵隊を揃えたのに対して、自軍も戦車隊から歩兵隊へと再編成する事でこれに対抗しようとした。しかし、元帥の荀呉（中行穆子）の部隊の一部の者達がこれに反対した為に、魏舒は彼等を処罰して軍再編を実行した。そして、狄の軍隊を見事に打ち破った。

### 正卿となる
紀元前514年、正卿・中軍の将の座にあった韓起が病没した為、次卿の魏舒がその後釜となった。その直後、魏舒は祁氏（祁奚・祁午の子の家）の内部争いに乗じて、智躒（智文子）や趙鞅（趙簡子）など他の六卿と共に、目障りな存在である公族の祁氏と羊舌氏（羊舌肸（叔向）の子の家）を滅ぼし、その領地に子息や自分の息のかかった大夫達を配置し、魏氏の勢力を更に固めていった。
この様に魏舒は、正卿・中軍の将として得意の絶頂にあったが、紀元前509年に成周での城壁建設の為に諸侯の大夫と共に会盟を催した際、その余興として狩りを行ったが、その時獲物を山から燻り出そうとして火をつけたものの、その火災に自分が巻き込まれて大火傷を負い、それが元で亡くなってしまうと言う、正卿にあるまじき無様な最期を遂げてしまった。
死後、家督は魏取が継いだ。そして「献」を諡され、魏献子と呼ばれる。